# Sherridan Atkinson
Sherridan Atkinson (ur. 19 listopada 1996 w Torrance) – amerykańska siatkarka, grająca na pozycji atakującej. 

## Przebieg kariery
| Lata                      | Klub                                    |
| ------------------------- | --------------------------------------- |
| 2014–2016                 | California State University, Long Beach |
| 2016–2018                 | Purdue University                       |
| 2019–2019 (od 12.01.2019) | Galatasaray Stambuł                     |
| 2019–2019                 | Seongnam KEC                            |
| 2020–2020 (od 06.01.2020) | Nilüfer Belediyespor                    |
| 2021–2022                 | Voléro Le Cannet                        |
| 2022–2023                 | Nilüfer Belediyespor                    |
| 2023–                     | Panathinaikos Ateny                     |

## Sukcesy klubowe
Puchar Francji:
- 2022[7]

Mistrzostwo Francji:
- 2022[8]

Mistrzostwo Grecji:
- 2024[9]